# 声明/Still Alive
『声明/Still Alive』（せいめい/スティル・アライブ）は、日本の音楽ユニット・B'zの53作目のシングル。2017年6月14日にVERMILLION RECORDSより発売された。

## 概要
前作『RED』から約2年ぶりのリリースで、両A面シングルの4曲入りとなっている。B'zのシングルとしては、両A面シングルは46th『イチブトゼンブ/DIVE』以来約8年ぶり3作目で、楽曲が4曲以上収録されたのは38th『愛のバクダン』の初回盤以来約12年ぶり2作目となるが、同作の4曲目以降は表題曲のボーカルレスとギターソロレスバージョンであったため、純粋に楽曲が4曲収録されるのは本作が初である。また、配信による既発楽曲がCDシングルに収録されるのは44th『SUPER LOVE SONG』以来約10年ぶり2作目である。
収録曲4曲すべてにタイアップがついている。そのうち3曲は、過去にタイアップが付き新曲として発表されていたが、配信限定でリリースされていた楽曲（「世界はあなたの色になる」「フキアレナサイ」）であったり、リリースされていなかった楽曲（「Still Alive」）である。また、1曲目「声明」のタイアップ先となったUCCと本作のコラボキャンペーンも行われた（後述）。
2017年6月1日より、UCCとのコラボキャンペーン第1弾となる「グッズも当たる!【UCC×B'z】タイアップ曲ストリーミングWキャンペーン」が開始された。UCCのキャンペーン特設サイトにて、UCCの対象商品に貼付されたシール内に記載されたシリアルIDを入力することで、「声明」のワンコーラスの視聴が可能（シリアルIDひとつにつき1回のみの再生）。また、入力したシリアルIDの数によってオリジナルグッズプレゼントへの応募が可能となる。
2017年9月21日より、コラボキャンペーン第2弾となる「UCC BLACK無糖に貼付のシールを集めてWEBから応募！B'zライブご招待キャンペーン」が開始された。第2弾では「B'z LIVE-GYM 2017-2018 “LIVE DINOSAUR”」のチケット及びオリジナルBLACKロングTシャツが抽選で当たる。
発売日前後のメンバーのTV出演によるプロモーション活動は行われなかったが、『MUSIC STATION ウルトラFES 2017』にて「声明」を、『日テレ系音楽の祭典 ベストアーティスト2017』、『2017 FNS歌謡祭』、『CDTVスペシャル!クリスマス音楽祭2017』にて「Still Alive」を披露した。

## リリース形態
「通常盤」「初回限定盤」「B’z×UCC盤」の3種の形態でリリースされる。
通常盤
CDのみの形態。
初回限定盤
「CD+DVD」の仕様。付属のDVDには、「Still Alive」のMVを収録。
B’z×UCC盤
「CD+オリジナルグッズ+応募特典抽選ハガキ封入」の仕様。オリジナルグッズは缶入りラバーコースター2枚セットであり、応募特典抽選ハガキにUCC BLACK無糖に付属するシールを貼って応募するとUCC B'z缶セットが抽選で10,000名にプレゼントされる(2017年7月31日締切)。

## 収録曲
| 全作詞: 稲葉浩志、全作曲: 松本孝弘。 |                            |           |            |                                          |      |
| #                                    | タイトル                   | 作詞      | 作曲・編曲 | 編曲                                     | 時間 |
| 1.                                   | 「声明」                   | 稲葉浩志  | 松本孝弘   | 松本孝弘・稲葉浩志・Yukihide"YT"Takiyama | 3:37 |
| 2.                                   | 「Still Alive」            | 稲葉浩志  | 松本孝弘   | 松本孝弘・稲葉浩志・寺地秀行             | 4:42 |
| 3.                                   | 「世界はあなたの色になる」 | 稲葉浩志  | 松本孝弘   | 松本孝弘・稲葉浩志・寺地秀行             | 5:01 |
| 4.                                   | 「フキアレナサイ」         | 稲葉浩志  | 松本孝弘   | 松本孝弘・稲葉浩志・寺地秀行             | 4:01 |
| 合計時間:                            | 合計時間:                  | 合計時間: | 17:21      |                                          |      |

| #  | タイトル                     | 作詞 | 作曲・編曲 |
| -- | ---------------------------- | ---- | ---------- |
| 1. | 「Still Alive」(MUSIC VIDEO) |      |            |

## 楽曲解説

### CD
1. 声明
  - 「UCC BLACK無糖」TVCMソング。
  - タイアップ先への書き下ろしであり、CMのキャッチコピー『限界なんて、ない』をコンセプトに「飽くなき挑戦を続ける世のチャレンジャーたちへの応援」をテーマとした曲[14]。
  - MVは全編アニメーションで、メンバーは全く出演していない。また、『MY LONELY TOWN』以降のシングルでは「有頂天」以来、MVがシングル初回盤のDVDに未収録となった。
  - 特別製造されたUCC B'z缶セットは製造過程で「声明」を聴かせながら焙煎、抽出したといい、YouTubeではメイキングムービーが公開された[20]。
  - リリース後に行われた『B'z SHOWCASE 2017 -B'z In Your Town-』、『B'z LIVE-GYM 2017-2018 “LIVE DINOSAUR”』では共にオープニングナンバーとして演奏された。
2. Still Alive
  - TBS系日曜劇場『A LIFE〜愛しき人〜』主題歌。
  - ドラマのために書き下ろされた楽曲で、同局のドラマ主題歌は2000年放送の東芝日曜劇場『Beautiful Life〜ふたりでいた日々〜』主題歌の「今夜月の見える丘に」以来約17年ぶりである。制作にあたり、メンバーはドラマスタッフとのミーティングを行ったという。
  - ドラマの瀬戸口克陽プロデューサーは、「医師はどんな時も『向き合っている“LIFE”（＝命、人生）を“ALIVE”させていくんだ』という強い意志を持っている、というこのドラマの“裏コンセプト”を表現していただきたいとお願いした」と振り返っている。B'zメンバーは「真剣勝負で撮影されるこのドラマの彩りの一部になれればと思います」とコメントを寄せ、瀬戸口プロデューサーは「渾身の主題歌を作ってくださり、作品に力強い息吹を与えてくださったことを、大変うれしく思っています」とコメントしている[21][22][23]。
  - このタイアップは事前に公表されておらず、2017年1月15日のドラマ初回放送で明らかになった[23]。
3. 世界はあなたの色になる
  - 東宝系映画『名探偵コナン 純黒の悪夢』主題歌および読売テレビ・日本テレビ系列のアニメ『名探偵コナン』オープニングテーマ。
  - 2016年10月4日に配信限定シングルとしてリリースされており、B'z関連作品では初収録となる[注 2]。
4. フキアレナサイ
  - 東映系映画『疾風ロンド』主題歌。
  - 2016年11月23日に配信限定シングルとしてリリースされており、本作で初CD化となる。

### DVD（初回限定盤のみ）
- 「Still Alive」MUSIC VIDEO

## タイアップ
配信限定シングルとしてリリースされていた楽曲については、各項目を参照。
- UCC上島珈琲「UCC BLACK無糖」TVCMソング（#1）
- TBS系日曜劇場『A LIFE〜愛しき人〜』主題歌（#2）
- TBS『イベントGO！』6月度オープニングテーマ[24](#2)
- TBS系『有田ジェネレーション』6・7月度エンディングテーマ[24]（#2）
- TBS系『ランク王国』6・7月度オープニングテーマ[24]（#2）

## 参加ミュージシャン
- 松本孝弘：ギター、全曲作曲・編曲
- 稲葉浩志：ボーカル、全曲作詞・編曲
- Yukihide "YT" Takiyama：編曲（#1）
- 寺地秀行：編曲・ボーカルディレクション（#2.3.4）
- トミー・クルフェトス：ドラム（#1）
- シェーン・ガラース：ドラム（#2）
- ジェイソン・サター：ドラム（#3.4）
- クリス・チェイニー：ベース（#1）
- トラヴィス・カールトン：ベース（#2）
- ショーン・ハーリー：ベース（#3）
- ホアン・アルデレッテ：ベース（#4）
- ジェフ・バブコ：キーボード（#1.3）
- レニー・カストロ：パーカッション（#1）
- 石川寛子 with Lime Ladies Orchestra ：ストリングス（#3）

## 収録アルバム
配信限定シングルとしてリリースされていた楽曲については、各項目を参照。
声明
- DINOSAUR

Still Alive
- DINOSAUR

## ライブ映像作品
配信限定シングルとしてリリースされていた楽曲については、各項目を参照。
声明
- B'z LIVE-GYM 2017-2018 “LIVE DINOSAUR”
- B'z LIVE-GYM 2019 -Whole Lotta NEW LOVE-
- B'z SHOWCASE 2020 -5 ERAS 8820- Day1〜5

Still Alive
- DINOSAUR（特典DVD・Blu-ray Disc）
- B'z LIVE-GYM 2017-2018 “LIVE DINOSAUR”
- B'z LIVE-GYM 2019 -Whole Lotta NEW LOVE-
- B'z SHOWCASE 2020 -5 ERAS 8820- Day1〜5